# Pau Panitti Martínez
Pau Panitti Martínez   (Barcelona, 18 de juliol de 2004) és un jugador d'handbol català, que juga com a porter, actualment al BM Granollers. És internacional júnior amb la selecció espanyola, i va ser campió dels Jocs del Mediterrani amb la selecció espanyola juvenil.
Panitti va arriar al BM Granollers als 11 anys. El 2023 va signar el seu primer contracte professional i va ascendir al primer equip del club. Mercès a les seves bones actuacions a la Lliga Asobal la temporada 2023-24, l'abril de 2024 el Fraikin Granollers va anunciar l'ampliació del contracte de Panitti per tres temporades més, fins al juny del 2027.